# Priestleya umbellifera
Priestleya umbellifera là một loài thực vật có hoa trong họ Đậu. Loài này được (Thunb.) DC. miêu tả khoa học đầu tiên.